# 联邦档案法
聯邦檔案法（Federal Records Act）是美國於1950年頒布的一個有關檔案管理的法律。2014年11月實施修訂。该法律規定国家档案和记录管理局負責對美國聯邦政府的档案進行管理和监管。